# 3e Groupe de patrouilles des Rangers canadiens
Pour les articles homonymes, voir 3e groupe (unité militaire).
Le 3e Groupe de patrouille des Rangers canadiens est une formation de la Première réserve de l'Armée canadienne. Il fait partie de la 4e Division du Canada et son quartier général est situé sur la base des Forces canadiennes (BFC) Borden en Ontario. Le groupe est composé de 22 patrouilles des Rangers canadiens et est responsable des régions intérieures et côtières éloignées du Nord de l'Ontario, c'est-à-dire un territoire aussi vaste que la France et l'Allemagne combinées. Les Rangers canadiens sont un élément spécialisé de la réserve des Forces armées canadiennes servant de surveillance dans les régions éloignées du Canada.

## Patrouilles
Le 3e Groupe de patrouilles des Rangers canadiens comprend 22 patrouilles.
| Communauté                      | Année de création | Nombre de membres |
| ------------------------------- | ----------------- | ----------------- |
| Attawapiskat                    | 1998              | 20                |
| Bearskin Lake                   | 1994              | 24                |
| Constance Lake                  | 1995              | 25                |
| Eebametoong                     | 2009              | 32                |
| Fort Albany                     | 1998              | 33                |
| Fort Severn                     | 1998              | 27                |
| Kasabonika Lake                 | 2009              | 48                |
| Kashechewan                     | 2001              | 26                |
| Kingfisher Lake                 | 2010              | 30                |
| Kitchenuhmaykoosib              | 2001              | 26                |
| Lac Seul                        | 2011              | 28                |
| Mishkeegogamang                 | 2003              | 13                |
| Moose Factory                   | 1994              | 30                |
| Muskrat Dam                     | 2002              | 20                |
| Neskantaga                      | 2003              | 21                |
| Peawanuck                       | 1994              | 12                |
| Sachigo Lake                    | 1994              | 25                |
| Sandy Lake                      | 1995              | 30                |
| North Caribou                   | 2012              | 18                |
| Wapekeka                        | 2011              | 5                 |
| Webequie                        | 2002              | 29                |
| Première Nation du lac Wunnumin | 2011              | 9                 |